# Фальконет
Фальконе́т (итал. falconetto, англ. falconet — молодой сокол) или фалькон — название артиллерийского орудия небольшого калибра один — три (два — 10) фунтов (как правило, диаметр канала ствола = 45—65 миллиметров), состоявшего на вооружении в армиях и флотах (вооружённых силах), в XVI—XVIII веках, из чугуна или меди.
В знаменитом словаре В. И. Даля указано что Фалконе́т <фальконет>, мужской род, фрнц. — род малой пушки, которая ставится на железные вилы, на ухват. Ядра применяемые у фальконетов (малокалиберных пушек) были свинцовые.

## История
В допетровской России существовал род мелкокалиберной, короткой пищали называвшейся Волконея, это название, произошло от искаженного иностранного названия фальконет.
В России первые фальконеты весом около 250 килограммов были отлиты в 1547 году. В некоторых армиях в XVIII веке фальконетами назывались полковые 45—55-миллиметровые пушки. Фальконеты стреляли свинцовыми ядрами, перевозились одной — двумя лошадьми.
Хотя фальконеты были разработаны для применения на суше (в сухопутных войсках), они широко использовались, на гребных судах и яхтах, на море (флоте) в XVII веке для защиты лёгких судов: например, на небольших лодках для абордажа. Фальконеты широко применялись во время Американской войны за независимость, как Великобританией, так и колонистами (сепаратистами). Также известно, что король Франции Карл VIII принял на вооружение своей армии эти орудия и с их помощью покорил Италию.
Есть упоминания о применении поляками двух фальконетов в битве при Клушине. 
В качестве основного вооружения гардкоуты Армейского флота России имели фальконеты (вертлюжная пушка). Данные патрульные парусно-гребные корабли, курсировали по рекам европейской России, и выполняли полицейские (противопиратские) функции. Запорожские черкасы (казаки) массово использовали фальконеты на своих возах и вели ими по врагу огонь из вагенбургов. Также они использовали их на своих боевых лодках — чайках.